# 델로네 삼각분할

들로네 삼각분할

계산기하학에서 평면의 점 집합 P의 델로네 삼각분할(Делоне三角分割, 영어: Delaunay triangulation) DT(P)는 DT(P)에 속하는 모든 삼각형의 외접원 내에 P에 속하는 어떤  점도 속하지 않도록 만든 삼각분할이다. 이 분야에 대한 연구를 했던 보리스 델로네의 이름에서 따왔다. 또한, 최대한 정삼각형의 모양과 가깝게 분할한다는 특징이 있다.

## 같이 보기
- 보로노이 다이어그램